# Landet de vandt
|  | Denne artikel er oprettet af botten Steenthbot ud fra en ekstern database. Den kan derfor have sproglige fejl eller mangler. Denne skabelon kan fjernes efter kontrol af indholdet. |

Landet de vandt er en dansk dokumentarfilm fra 1966 instrueret af Hagen Hasselbalch.

## Handling
Filmen er optaget i anledning af Det Danske Hedeselskabs 100-års jubilæum. I interviews fortæller gamle hedeopdyrkere om sliddet ved at virkeliggøre Enrico Dalgas' drøm om hedens frugtbargørelse. Filmen søger at vise, at hedeselskabets historie tillige er en side af Danmarks udvikling siden 1866. I dag driver selskabet jordprøvelaboratorier, planteskoler, mergelgrave, savværker og drænrørsfabrikation. Afvanding og vandløbsreguleringer gennemføres, men de jagt- og vildtbiologiske følger heraf kommenteres kritisk af sagkyndige og videnskabsmænd. Ved tilplantning af forladte brunkulslejer skabes ny naturskønhed. Filmen slutter med at knytte forbindelse til det moderne industrisamfund, der er opstået på heden med Herning som centrum.